# Mauri (football)
Ugartemendia  Lauzirika est un nom espagnol. Le premier nom de famille, en général paternel, est Ugartemendia ; le second, en général maternel, souvent omis, est Lauzirika.
Mauricio Ugartemendia Lauzirika, surnommé Mauri, né le 26 juillet 1934 à Guernica en Espagne et mort le 17 février 2022 à Galdakao en Espagne, est un footballeur international espagnol qui occupe essentiellement le poste de milieu de terrain. Il évolue durant sa carrière dans plusieurs clubs et notamment à l'Athletic Bilbao pendant onze ans, un club dont il fait partie du « Once Aldeanos ». Il compte 5 sélections avec l'équipe d'Espagne.

## Biographie

### Carrière de joueur

#### En club
Mauri, né à Guernica le 26 juillet 1934, commence le football dans le club de sa commune natale puis passe au CD Getxo où il évolue au poste d'ailier droit. Il intègre ensuite l'Athletic Bilbao où il découvre la Primera División et joue des matchs officiels durant onze saisons. Il y devient milieu centre sous l'impulsion de son entraîneur Ferdinand Daučík. Son association au milieu de terrain avec José María Maguregui est marquante dans l'histoire du club. Maguregui évolue légèrement en retrait de Mauri, son point fort est la technique alors que celui de Mauri est son impact physique. Les deux joueurs sont amis et leur relation perdure bien après la fin de leurs carrières respectives. Mauri compte près de 300 rencontres avec le club basque pour 72 buts inscrits. Champion d'Espagne en 1956, il remporte également trois coupes d'Espagne, en 1955 face au Séville FC, en 1956 face à l'Atlético de Madrid et en 1958 face au Real Madrid. Lors de la finale de 1958 disputée au stade Santiago-Bernabéu de Madrid, stade du club merengue, l'Athletic Bilbao réussit la performance de dominer le triple champion d'Europe en titre et champion d'Espagne et s'impose 2-0, Mauri inscrivant le deuxième but des Basques. Ce match rentre dans l'histoire de Bilbao comme étant la victoire du Once Aldeanos et Mauri devient une figure marquante de l'histoire du club. Au début de la saison 1964-1965, il est sollicité par d'autres clubs mais un transfert ne se concrétise pas. Selon Mauri, l'indemnité de transfert trop élevée réclamée par l'Athletic Bilbao en est la cause. Mauri reste alors sur le banc des remplaçants durant toute la première moitié de la saison avant de demander par voie de presse en janvier 1965 de le faire jouer ou de le laisser partir. Il ne joue pas durant le reste de la saison.
En juillet 1965, son transfert au Recreativo de Huelva est annoncé. Bilbao reçoit une indemnité de transfert estimée à 200 000 pesetas, Mauri s'engage pour deux saisons et perçoit 350 000 pesetas par an. Il retrouve dans ce club son ami et coéquipier à Bilbao Jesús Rentería. Mauri participe à trois rencontres en 1965-1966 en Segunda División. Il quitte prématurément ce club en cours de saison. S'entraînant à Bilbao en compagnie des joueurs de l'Athletic Club sans pour autant s'engager avec ce club, il s'engage le 27 janvier 1966 avec le CE Sabadell, un club qui évolue en Primera División mais qui est privé de plusieurs joueurs en raison de blessures. Avec ce club qui lutte pour son maintien, son contrat porte jusqu'à la fin de la saison. Sabadell obtient son maintien en fin de saison après un barrage remporté face au Celta Vigo. Mauri quitte alors le club et dispute une dernière saison avec le Real Avilés en Tercera División.

#### En sélection
La première sélection en équipe nationale de Mauri a lieu le 18 mai 1955 lors de la réception à Madrid de l'Angleterre, un match qui se solde par un nul 1-1. Sa dernière sélection avec la Roja se déroule le 3 juin 1956 lors d'un déplacement à Lisbonne pour y affronter le Portugal. Cette rencontre est remportée par les Portugais 3-1. Ses cinq sélections en équipe nationale se soldent par une victoire, deux matchs nuls et deux défaites.
Il dispute également un match avec l'équipe d'Espagne B le 13 mars 1955 face à la Grèce pour une victoire espagnole 7-1.

### Après-carrière
Mauri meurt le 17 février 2022 à Galdakao à 87 ans,. En guise d'hommage, les joueurs de l'Athletic Bilbao portent un brassard noir lors du match de championnat disputé quelques jours plus tard face à la Real Sociedad.

## Palmarès
Mauri obtient l'essentiel de son palmarès de joueur lorsqu'il évolue à l'Athletic Bilbao. Il remporte en 1955, 1956 et 1958 la Coupe d'Espagne. Il gagne également en 1956 le championnat d'Espagne.

## Statistiques
Le tableau ci-dessous résume les statistiques en match officiel de Mauri durant sa carrière de joueur professionnel,.
| Saison                | Club                  | Championnat           | Championnat | Championnat | Coupe(s) nationale(s) | Coupe(s) nationale(s) | Compétition(s) continentale(s) | Compétition(s) continentale(s) | Compétition(s) continentale(s) | Sélection         | Sélection | Sélection | Total | Total |
| Saison                | Club                  | Division              | M.          | B.          | M.                    | B.                    | Comp.                          | M.                             | B.                             | Équipe            | M.        | B.        | M.    | B.    |
| 1953-1954             | Athletic Bilbao       | Primera División      | 21          | 4           | -                     | -                     | -                              | -                              | -                              | -                 | -         | -         | 21    | 4     |
| 1954-1955             | Athletic Bilbao       | Primera División      | 27          | 2           | 7                     | 1                     | -                              | -                              | -                              | Espagne B+Espagne | 1+2       | 0+0       | 37    | 3     |
| 1955-1956             | Athletic Bilbao       | Primera División      | 27          | 6           | 7                     | 2                     | C. Latine                      | 2                              | 0                              | Espagne           | 3         | 0         | 39    | 8     |
| 1956-1957             | Athletic Bilbao       | Primera División      | 27          | 8           | 2                     | 0                     | C1                             | 6                              | 0                              | -                 | -         | -         | 35    | 8     |
| 1957-1958             | Athletic Bilbao       | Primera División      | 27          | 2           | 6                     | 1                     | -                              | -                              | -                              | -                 | -         | -         | 33    | 3     |
| 1958-1959             | Athletic Bilbao       | Primera División      | 27          | 13          | 4                     | 2                     | -                              | -                              | -                              | -                 | -         | -         | 31    | 15    |
| 1959-1960             | Athletic Bilbao       | Primera División      | 28          | 9           | 7                     | 5                     | -                              | -                              | -                              | -                 | -         | -         | 35    | 14    |
| 1960-1961             | Athletic Bilbao       | Primera División      | 24          | 3           | 3                     | 0                     | -                              | -                              | -                              | -                 | -         | -         | 27    | 3     |
| 1961-1962             | Athletic Bilbao       | Primera División      | 18          | 5           | 5                     | 2                     | -                              | -                              | -                              | -                 | -         | -         | 23    | 7     |
| 1962-1963             | Athletic Bilbao       | Primera División      | 7           | 1           | -                     | -                     | -                              | -                              | -                              | -                 | -         | -         | 7     | 1     |
| 1963-1964             | Athletic Bilbao       | Primera División      | 12          | 6           | -                     | -                     | -                              | -                              | -                              | -                 | -         | -         | 12    | 6     |
| 1965-1966             | Recreativo de Huelva  | Segunda División      | 3           | 0           | -                     | -                     | -                              | -                              | -                              | -                 | -         | -         | 3     | 0     |
| 1965-1966             | CE Sabadell           | Primera División      | 10+2        | 3+0         | 6                     | 2                     | -                              | -                              | -                              | -                 | -         | -         | 18    | 5     |
| Total sur la carrière | Total sur la carrière | Total sur la carrière | 260         | 62          | 47                    | 15                    | -                              | 8                              | 0                              | -                 | 6         | 0         | 321   | 77    |